# 方亮 (播音员)
方亮（？—），本名王凤军，辽宁本溪人，中国大陆男性电台播音员、配音员、节目解说，目前担任中央人民广播电台《新闻和报纸摘要》主播，还承担中央电视台《新闻联播》配音。

## 生平
方亮的播音名由“方明”和“常亮”（均为著名播音员）各取一字而成，早年曾在东方歌舞团进修过声乐，后在北京广播学院（今中国传媒大学）学习了电视专业、新闻专业，之后转入播音专业。20世纪80年代末到90年代初，方亮曾在辽宁省内多家电台工作，包括自己家乡的本溪人民广播电台。由于在辽宁电台的出色表现，方亮被调入中央人民广播电台。
2015年起因在央视纪录片《强军》、《记住乡愁》、《港珠澳大桥》、《四十年四十个第一》、《我们走在大路上》、《同心战“疫”》担任节目解说而让广大电视观众熟识。